# Red Cities
Red Cities è il primo album in studio da solista del musicista statunitense Chris Brokaw, pubblicato nel 2002.

## Tracce
Tutte le tracce sono di Chris Brokaw, eccetto dove indicato.
1. Gauntlet – 1:14
2. The Fields, Pt. II – 10:40
3. Calimoxcho – 2:31
4. Even as We Speak – 1:15
5. The Fields – 3:58
6. King Ferdinand – 3:46
7. Tournament – 3:44
8. Bath House – 1:57
9. Topsfield State Fair – 2:46
10. Wallet Corner – 0:50
11. Dresden Promenade – 5:27
12. The Look of Love (Burt Bacharach, Hal David) – 3:39
13. Shadows (Chris Brokaw, Dr. John, Jerome Doc Pomus) – 2:40
14. At the Crossroads (Chris Brokaw, Doug Sahm) – 0:50